# Зіль
Зіль (нім. Sihl) — річка в Швейцарії, притока Ліммату. 
Довжина річки — близько 68 кілометрів. Басейн охоплює територію 341 км². Пересічні витрати води в гирлі складають близько 12 м³/с.

## Географія протікання
Зіль бере свій початок у Альпах у кантоні Швіц. Протікає через Швіцьке озеро і потому втікає в кантон Цюрих. Далі плин Зілю долиною Зіль (Зільталь/Sihltal), лісом Зіль (Зільвальд/Sihlwald), що є найбільшим лісовим масивом-реліктом на Швейцарському плато. 
У Цюриху Зіль протікає під Цюрихським центральним залізничним вокзалом (частину сучасної станції навіть збудовано нижче рівня річки), перш ніж з'єднатися з Лімматом.

## Галерея

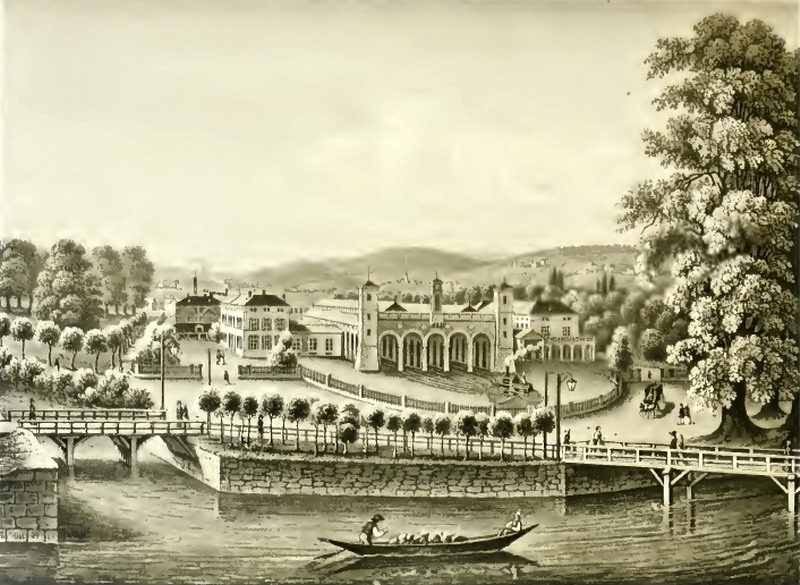
Зіль на малюнку 1847 року
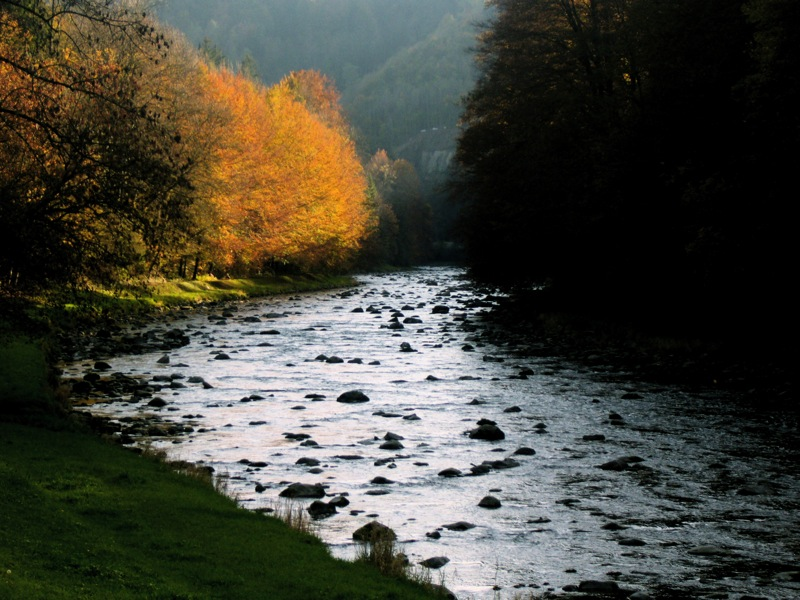
Зіль тече долиною Зільталь (Sihltal)
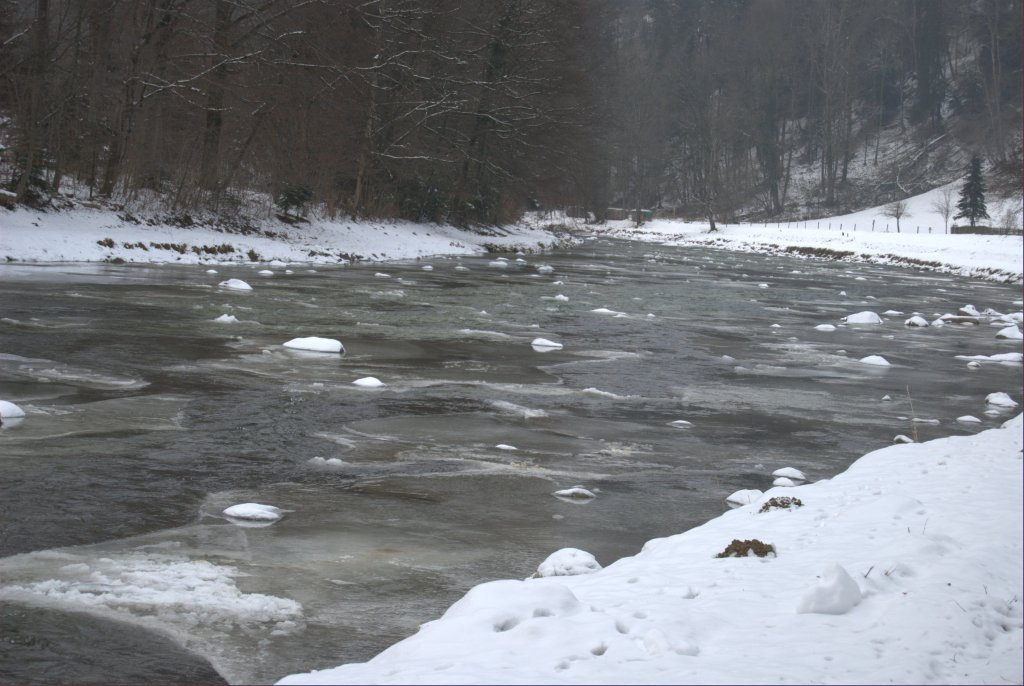
Зіль узимку
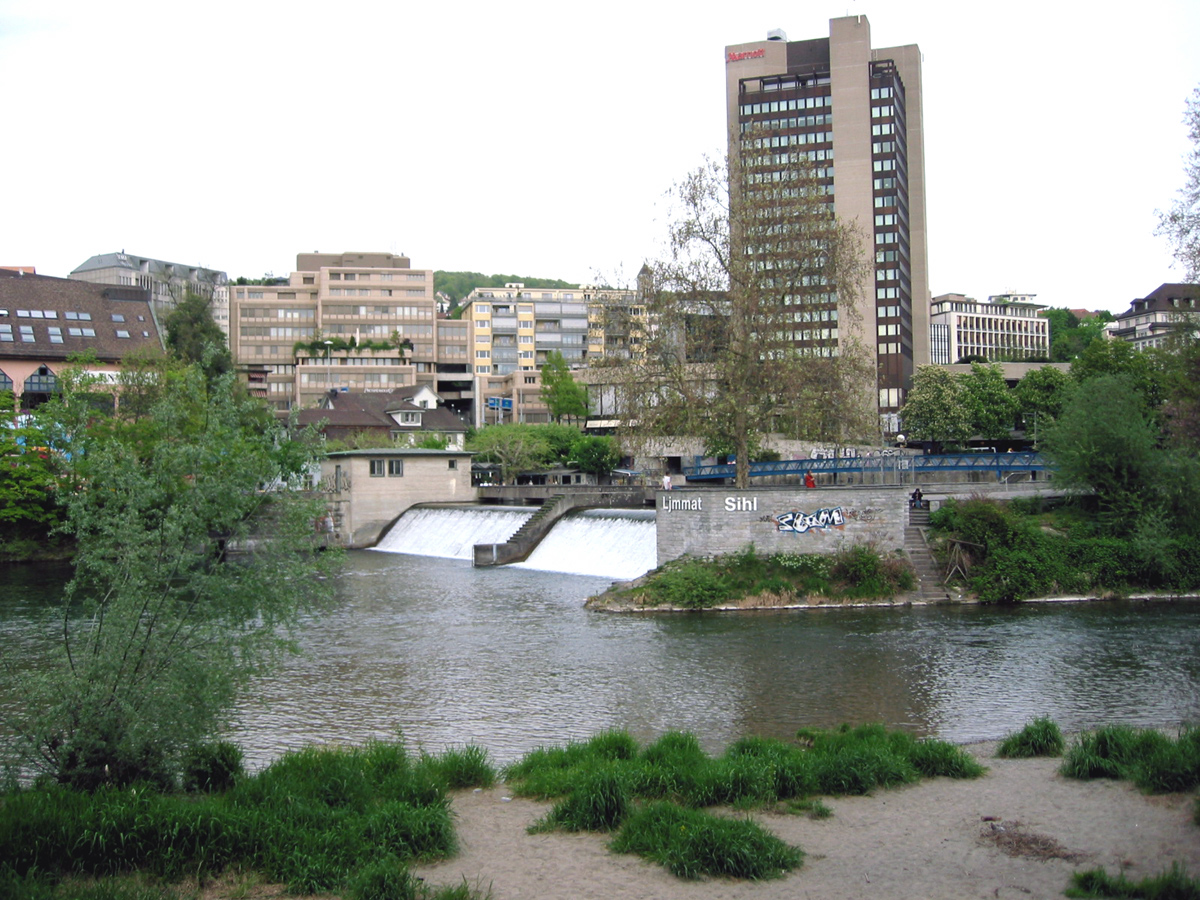
Зіль в районі площі Плацшпіц (Platzspitz) у Цюриху